# Liu Xiaobo
Liu Xiaobo (wym. [ljǒʊ̯ ɕjɑ̀ʊ̯pɔ́]; ur. 28 grudnia 1955 w Changchun, zm. 13 lipca 2017) – chiński pisarz i literaturoznawca, dysydent, były profesor Beijing Normal University, laureat Pokojowej Nagrody Nobla (2010).

## Życiorys
W 1989 brał udział w protestach na placu Tian’anmen, za co spędził dwa lata w areszcie. W 1991 został uznany za winnego szerzenia kontrrewolucyjnej propagandy, sąd odstąpił jednak od wymierzenia kary. W 1996 skazany na 3 lata reedukacji przez pracę za zakłócanie porządku społecznego.
W 2008 był jednym z sygnatariuszy Karty 08, w której ponad 300 chińskich intelektualistów domagało się wprowadzenia demokracji i zniesienia systemu jednopartyjnego. W grudniu 2008, jeszcze przed upublicznieniem treści Karty, został aresztowany pod zarzutem uprawiania działalności wywrotowej i podżegania do obalenia ustroju państwowego. Był jedynym aresztowanym w związku z jej publikacją.
22 grudnia 2009 postawiony przed sądem i 25 grudnia skazany na 11 lat więzienia i 2 lata pozbawienia praw publicznych. Proces i wyrok spotkały się z protestem ze strony m.in. USA i Unii Europejskiej. O uwolnienie Liu apelowali także m.in. Salman Rushdie, Umberto Eco i Dalajlama XIV.
8 października 2010 otrzymał Pokojową Nagrodę Nobla. Decyzja ta spotkała się z ostrą krytyką chińskiego rządu, który zarzucił Komitetowi Noblowskiemu brak szacunku dla chińskiego wymiaru sprawiedliwości. Z powodu pobytu w więzieniu Liu Xiaobo nie odebrał nagrody, na wyjazd do Oslo na ceremonię jej wręczenia nie zezwolono również przebywającej w areszcie domowym jego żonie, Liu Xia. W ramach bojkotu Komitetu Noblowskiego władze chińskie ustanowiły własną Pokojową Nagrodę Konfucjusza, którą otrzymał tajwański polityk Lien Chan. Inny chiński dysydent i laureat Nagrody Sacharowa z 1996, Wei Jingsheng, skrytykował przyznanie Nobla Liu Xiaobo, twierdząc jakoby był on w rzeczywistości współpracownikiem reżimu, a nie opozycjonistą.

## Publikacje
- Liu Xiaobo, Nie mam wrogów, przeł. Piotr Dubicki, Wydawnictwo Dialog, Warszawa 2017.